# مروه محمد

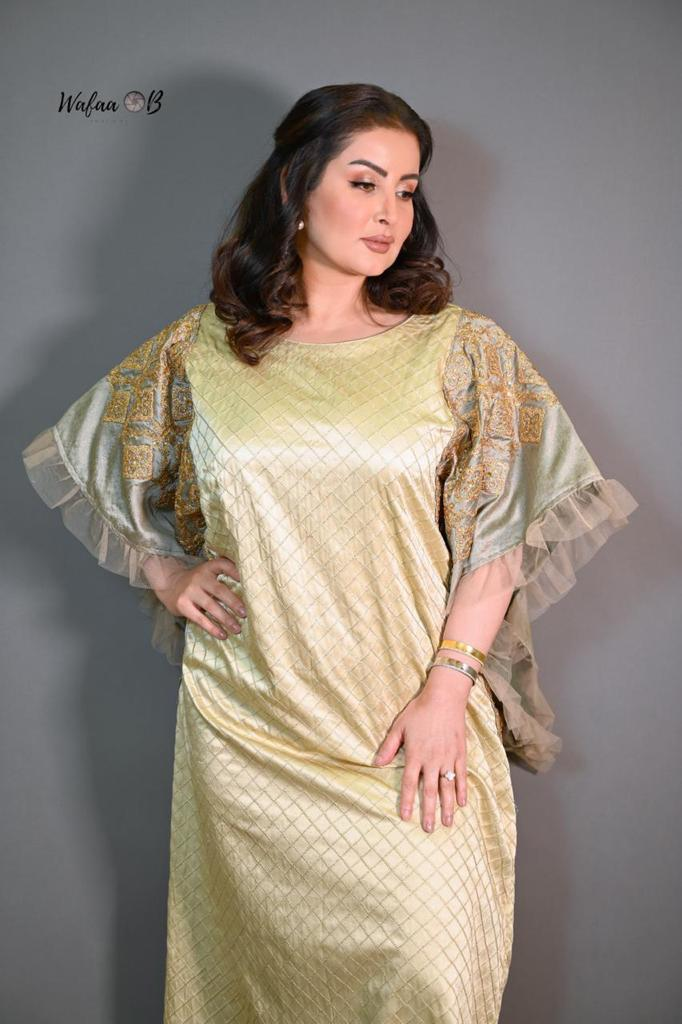

مروه محمد (۱۱ سپتامبر ۱۹۸۷) بازیگر و شخصیت رسانه ای سعودی است.
او در امارت دبی از پدری سعودی و مادری سوری متولد شد دوران کودکی خود را دررفت و آمد بین دبی، جده و ریاض گذراند. از کالج رسانه فارغ‌التحصیل شد و در مدت اقامتش نزد پدر و مادرش در امارات، از سال ۲۰۰۴ به عنوان مجری در دبی شروع کرد، اما در سال ۲۰۰۶ به عرصه بازیگری روی آورد و در نقش‌های کوچکی در فیلم اماراتی حنین و سریال خواهران موسی به ایفای نقش پرداخت. او با بازی در سریال امشا بینت اماش شناخته شد و شروع به ایفای نقش‌های بزرگ‌تری در تلویزیون و تئاتر محلی و خلیجی کرد و تجربه‌های سینمایی نیز به دست آورد.